# Амунтай
Амунтай (индон. Amuntai) — населённый пункт в Индонезии, расположенный на территории провинции Южный Калимантан. Административный центр округа Северное Хулу-Сунгаи.

## Географическое положение
Город находится на юго-востоке острова Калимантан в западной части провинции Южный Калимантан приблизительно в 135 километров к северо-востоку от Банджармасина, административного центра провинции. Высота городского центра над уровнем моря составляет 27 метров. В черте города сливаются реки Табалонг и Баланган, образуя реку Негара, которая, в свою очередь является притоком Барито, впадающей в Яванское море.

## Население
По данным официальной переписи 2000 года, население составляло 41 554 человек.
Динамика численности населения города по годам:
| 1990   | 2000   | 2012   |
| ------ | ------ | ------ |
| 20 283 | 41 554 | 91 478 |

В национальном составе преобладают банджары.